# Porter Heaps
Porter Warrington Heaps (* 27. Mai 1906 in Cicero, Illinois; † 3. Mai 1999 in Palo Alto, Kalifornien) war ein US-amerikanischer Organist und Komponist.

## Leben und Karriere
Porter Warrington Heaps wurde im 27. Mai 1906 als Sohn eines Geistlichen und dessen Ehefrau in der damaligen Kleinstadt Cicero, einem Vorort von Chicago, im US-Bundesstaat Illinois geboren, lebte aber einen Großteil seines dortigen Lebens in Evanston am Michigansee. Bereits früh zeigte er eine Begabung für das Spielen auf Piano und Orgel und wurde noch als Schüler an der Grammar School als Kirchenorganist an der lokalen Kirche engagiert. Als 18-Jähriger war er bereits Kirchenorganist und Chorleiter, diese Positionen behielt er sein gesamtes weiteres Leben hinweg bei, anfangs vor allem an der lokalen St. Matthews Episcopal Church in seinem Heimatort Evanston.
In den 1920er Jahren besuchte er die Northwestern University, die er zuerst mit einem Bachelor und dann mit einem Master in Musik abschloss. Für seine Master-Abschlussarbeit wählte er als Thema Lieder über den Amerikanischen Bürgerkrieg. Während der Sommer studierte er unter dem Organisten und Komponisten Marcel Dupré in Paris und lehrte in den 1930er Jahren selbst das Orgelspiel an seiner Alma Mater, an der er auch als Organist der Schulkapelle in Erscheinung trat. Darüber hinaus war er in gleicher Position auch an der Cosmopolitan School of Music and Dramatic Art in Chicago im Einsatz. Weiters trat er ab 1933 auch als Professor an der University of Redlands in Erscheinung, wo er das Orgelspiel und Musiktheorie während der Abwesenheit des eigentlichen Professors Arthur Poister lehrte.
Während dieser Zeit entstand auch eine rund 40-jährige Verbindung zur The Hammond Organ Company. Die Firma begann im Jahre 1935, die nach Laurens Hammond, einem ebenfalls aus Illinois stammenden Geschäftsmann und Erfinder, benannte Hammond-Orgel zu produzieren. Mitte der 30er Jahre fand er heraus, wie man die Register satter und realistischer klingen lassen kann. Dies demonstrierte er bei einem Wettbewerb, der trotz anfänglicher Proteste der American Guild of Organists, abgehalten wurde und bei dem er mit seiner rekonfigurierten Hammond-Orgel Seite an Seite mit einer normalen Pfeifenorgel in einer großen Kapelle auftrat. Eine Jury aus drei Mitgliedern war dabei nicht in der Lage festzustellen, welches Instrument die Hammond-Orgel war. Nur wenige Tage davor hatte er am 23. Juni 1935 die Hammond-Orgel in der New England Church erstmals öffentlich gespielt und vorgeführt; dabei spielte er die Musik aus Giuseppe Verdis Oper Les vêpres siciliennes.
Danach tourte Heaps für die Firma Hammond durchs gesamte Land und gab Seminare sowie Konzerte zur Demonstration zur neugeschaffenen Orgel. Dabei war er stets darauf bedacht die Hammond-Orgel zu popularisieren und gründete deshalb sogar seine eigene Firma, Keyboard Publications, die Kompositionen, Arrangements und Lernmaterial veröffentlichte. Im Jahre 1949 arrangierte er am Chicagoer Soldier Field ein Musical mit 53 gleichzeitig spielenden Orgeln, das von den Zeitungen als Spektakel beschrieben wurde. Weiters produzierte er Hintergrundmusik für Film und Fernsehen und hatte auch internationale Auftritte als Organist. Nachdem Heaps im Jahre 1970 bei Hammond in den Ruhestand gegangen war, zog er von seinem Heimatbundesstaat aus nach Palo Alto in Kalifornien, wo er sich niederließ und seine Organistenkarriere fortsetzte, indem er Vorträge und Demonstrationen, sowohl auf der elektronischen, als auch auf der Pfeifenorgel, abhielt.
Außerdem hatte er auch alljährlich Auftritte am sogenannten Home Organ Festival auf den Asilomar Conference Grounds am Asilomar State Beach an der Bucht von Monterey. Darüber hinaus trat er auch als Organist und Musikdirektor der Palo Alto Community Church in Erscheinung und wirkte als Musikdirektor einst (1950) auch an der von Kay Westfall präsentierten Fernsehshow Sit or Miss, einer Diskussionsrunde basierend auf dem Spiel Reise nach Jerusalem, mit. Während seiner aktiven Zeit trat er für rund 25 Jahre durchgehend am von der Chicago Tribune gesponserten Chicagoland Music Festival, das es von 1930 bis 1966 gab, auf.
Am 3. Mai 1999 verstarb Heaps rund drei Wochen vor seinem 93. Geburtstag an Herzversagen in Palo Alto, der Stadt, in der er beinahe die letzten drei Jahrzehnte gelebt hatte, und hinterließ dabei seine beiden Töchter Barbara Van Slyke aus Stanford, Kalifornien, und Portia Leet aus Palo Alto, Kalifornien, sowie fünf Enkel und sechs Urenkel.

## Diskografie (Auswahl)

### Alben
- 1957: An Organ Serenade To My Beautiful Lady
- A Mighty Fortress... An Album Of Hymns For Organ
- Beautiful Dreamer
- Music For Meditation Porter Heaps At The Pipe Organ
- Prayers In Music
- Beloved Hymns
- Beyond The Sunset

### EPs
- 1956: My Prayer / When My Dream Boat Comes Home
- The Kind Of Music You Want